# Oduponkpehe
Oduponkpehe (Kasoa) – największe miasto dystryktu Awutu Senya East w Regionie Centralnym, w Ghanie; 69,4 tys. mieszkańców (2010). Przemysł spożywczy. Leży około 25 km na zachód od Akry.